# Театры Самары

## Драма

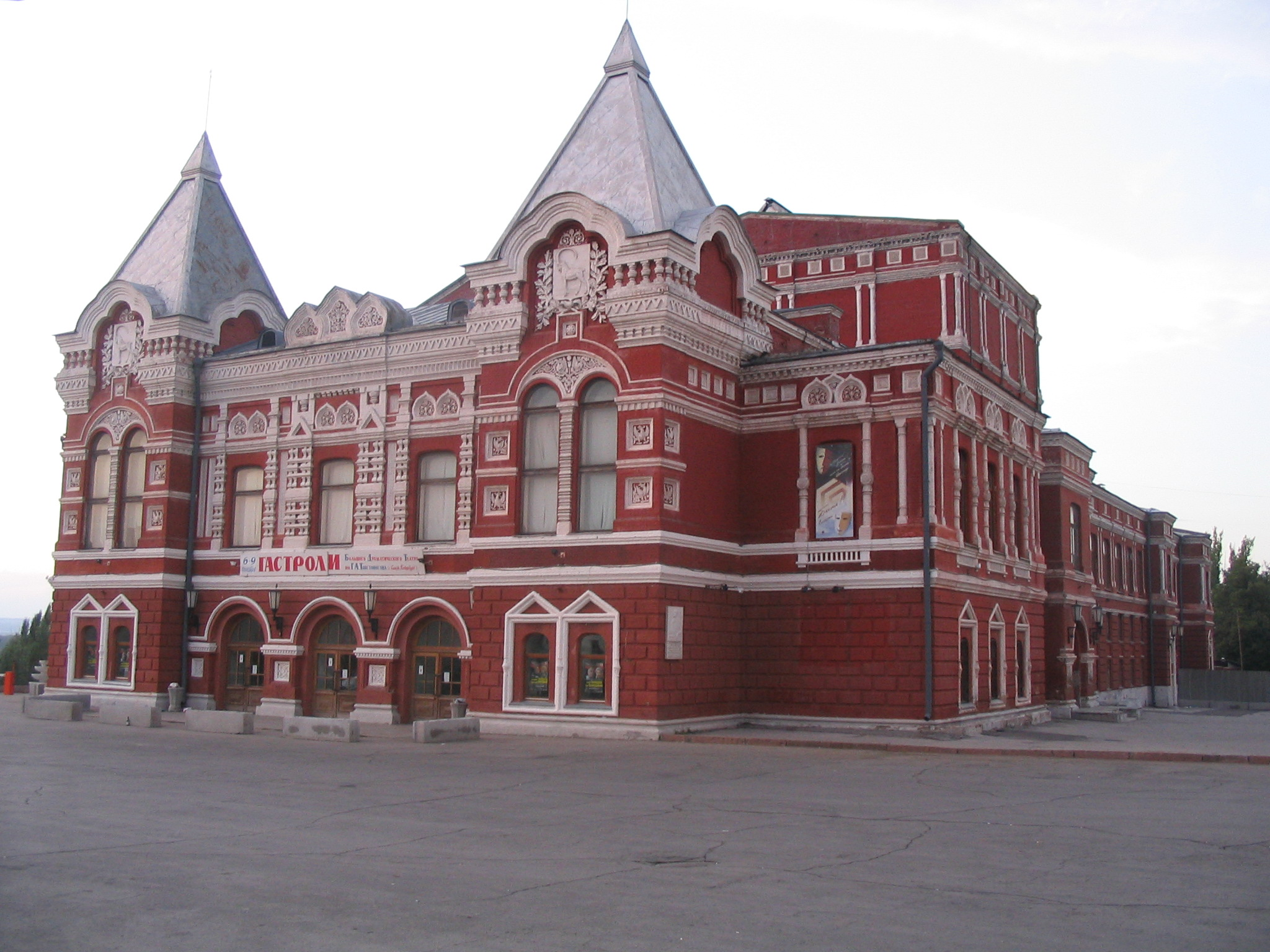
Государственный театр драмы им. Горького

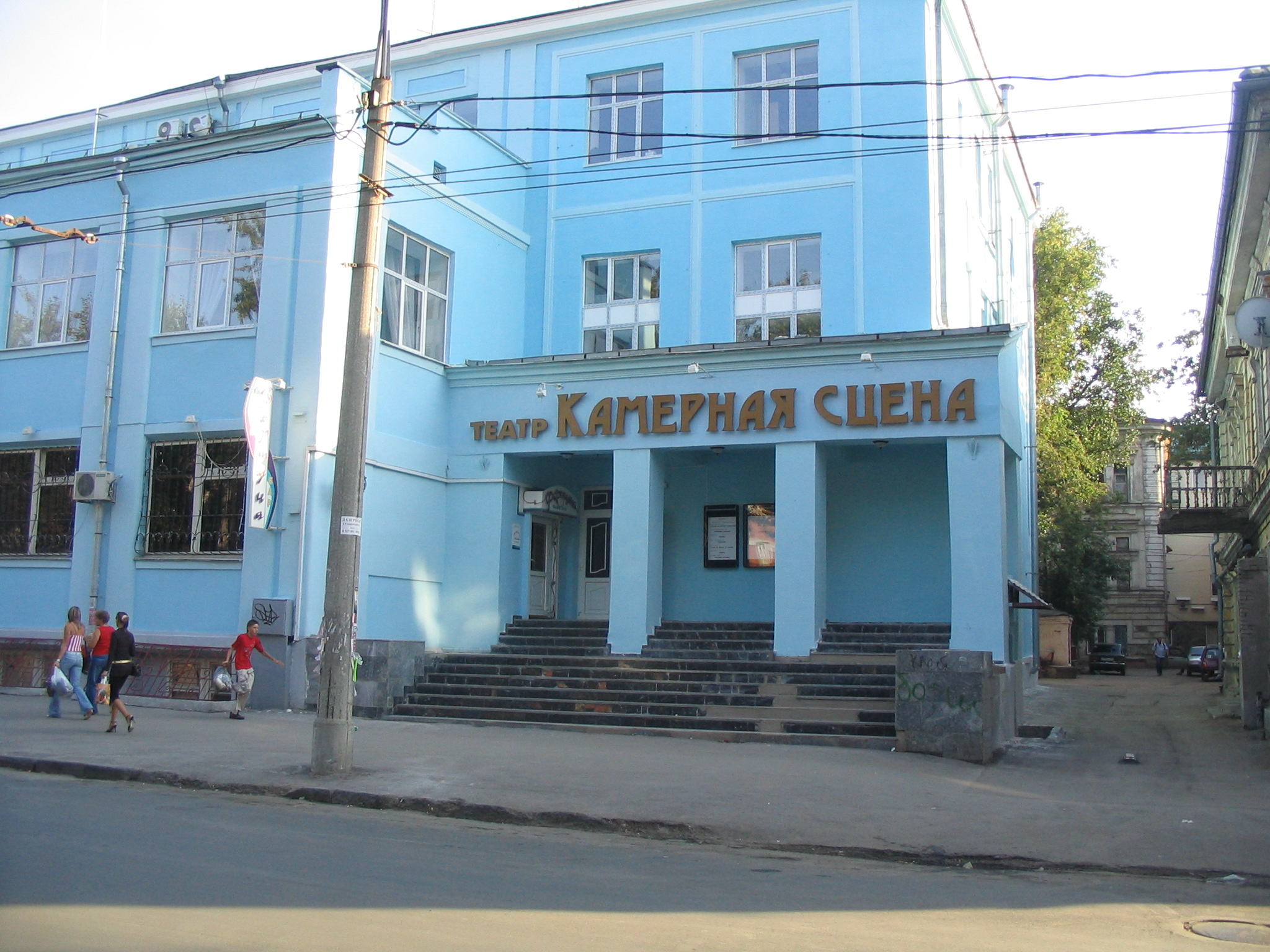
Самарский муниципальный театр драмы «Камерная сцена»

- 1851 — Самарский академический театр драмы имени Горького (пл. Чапаева, 1)
Профессиональный самарский театр начал свою карьеру с комедии Николая Гоголя «Ревизор». В 1888 году театр открывает новый сезон в только что отстроенном каменном здании, возведенном по проекту архитектора Михаила Чичагова в условно-русском стиле. В 1901 году на сцене самарского театра впервые были представлены публике пьесы Максима Горького. После смерти писателя, в 1936 году, театру присваивается его имя, а в 1977 году — почётное наименование «Академический».
- 1930 — Самарский Театр-центр юного зрителя «СамАрт» (ул. Льва Толстого, 109)
Театр был образован в 1930 году как областной театр для юношества. За прошедшие 75 лет в нём было поставлено более 500 спектаклей по произведениям русской и зарубежной классики, современной драматургии, некоторые из которых получили высшие награды на всероссийских и международных театральных фестивалях. С 1994 года на базе «СамАрта» проводится (раз в два года) фестиваль театров для детей и молодёжи «Золотая репка».
- 1985 — Самарский театр «Город» (пр. Ленина, 14А)
 Создан как театр-студия при Доме Учителя, а в 1993 году получил статус профессионального негосударственного театра. Основатель и учредитель театра — Виктор Тимофеев, выпускник высшего театрального училища имени Бориса Щукина, доцент кафедры актёрского мастерства и театральной режиссуры Самарской академии культуры и искусств. Победитель Первого фестиваля самарских независимых театров для детей и юношества «Ярмарка чудес» (2008 год). Регулярно показывает спектакли, как для детей, так и для взрослых в помещении Самарской областной универсальной научной библиотеки. Для проведения спектаклей сцена конференц-зала библиотеки трансформируется таким образом, что зрители, приходящие на спектакль попадают  в настоящий театр.
- 1987 — Самарский муниципальный театр «Самарская площадь» (ул. Садовая, 231)
Создан как театр-студия при Доме молодежи ОК ВЛКСМ, а в 1993 году получил статус Муниципального театра. Основатель театра — Евгений Дробышев, выпускник высшего театрального училища имени Бориса Щукина. Тринадцать лет труппа репетировала в полуразрушенном здании, играла на арендованных сценах в домах культуры и клубах города. В октябре 2007 года театр открылся для зрителей в историческом здании кинотеатра «Фуроръ». В настоящее время театр имеет в репертуаре российскую и зарубежную классику, пьесы современных драматургов.
- 1993 — Самарский муниципальный театр драмы «Камерная сцена» (ул. Некрасовская, 27)
- 1998 — Самарский театр «Понедельник» (не имеет собственной сцены)
Первый состав труппы состоял из актёров, покинувших Самарский академический театр драмы имени Горького. История театра началась 20 апреля 1998 года, когда на сцене ДК «Звезда» состоялась премьера спектакля «Опасный поворот».
- 2003 — Социальный экспериментальный театр «Крылья» (ул. Аврора, 122)
Действует при общественной организации «Центр Альтернативного творчества». Художественный руководитель театра, выпускник Самарской академии культуры и искусств, Матякин Андрей Николаевич. Концепция театра выражается в соединении в едином сценическом произведении трех видов театра: игрового (карнавальная природа, интерактив, перфомансы), драматического, трагедийного (основанного на метафизике Древней Греции с введением хора, создающего ту или иную атмосферу).
- 2006 — Театр «Актёрский Дом» (не имеет собственной сцены)
Союз актёров разных самарских театров, созданный по инициативе Союза театральных деятелей.
- Театрально-концертный комплекс «Драматический театр имени Алексея Толстого»
- 2014 - Самарская Актерская Мастерская "Доктор Чехов"  под руководством актрисы, режиссера и драматурга Аллы Коровкиной. Это творческое объединение профессиональных артистов самарских театров. Спектакли играются на разных площадках города, своего помещения нет. В репертуаре 6 профессиональных спектаклей и  1 благотворительный спектакль в рамках проекта "Арт-Терапия".
- 2014 - Театр "Место действия" (ул. Никитинская, 53). Основатель и художественный руководитель - Артем Филипповский, театральный режиссер, член режиссерской лаборатории СТД под руководством Леонида Хейфеца, педагог СГИК кафедры театральной режиссуры. С 2014 года до 2019 играл спектакли на арендованных сценах города. В 2019 г была открыта своя площадка. В репертуаре театра взрослые и детские спектакли.

## Опера и балет

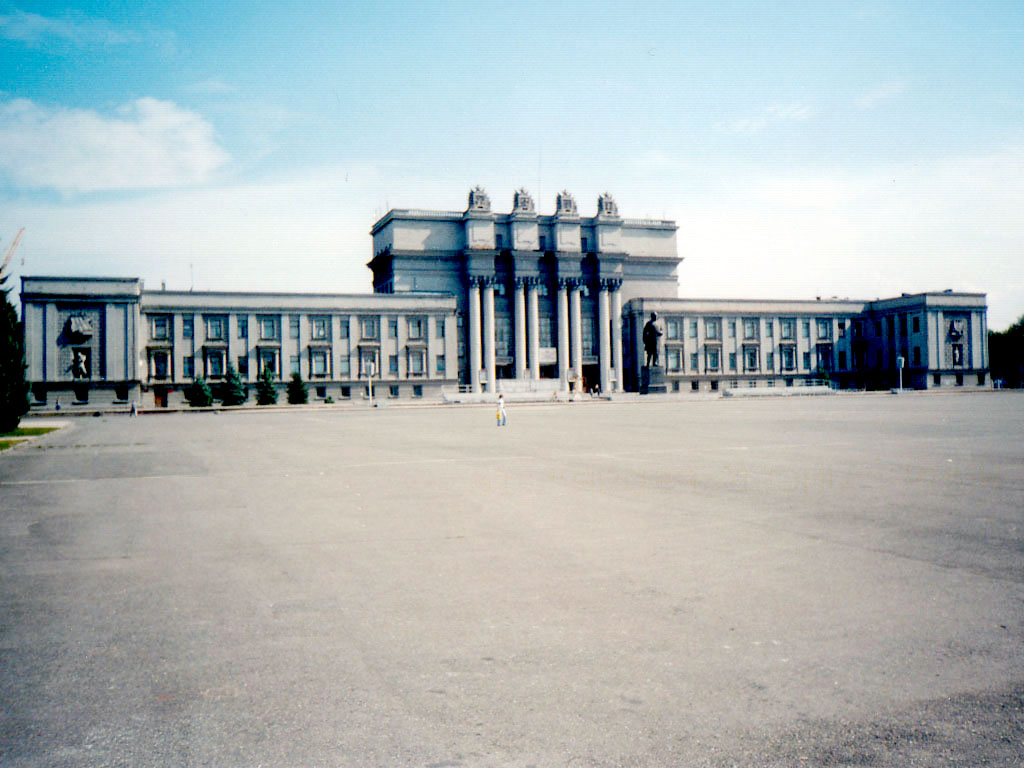
Самарский академический театр оперы и балета им. Д. Д. Шостаковича

- 1931 — Самарский академический театр оперы и балета им. Д. Д. Шостаковича (пл. Куйбышева, 1)
Один из крупнейших театров России открыл первый сезон оперой Модеста Мусоргского «Борис Годунов» в 1931 году, а балетная труппа театра была основана в 1933 году. Сегодня основу репертуара театра составляют произведения мировой оперной и балетной классики. В Самаре получили сценическое воплощение многие оперы Тихона Хренникова и все масштабные оперы Сергея Слонимского. 5 марта 1942 года в стенах Куйбышевского театра была впервые исполнена Седьмая симфония Дмитрия Шостаковича. В 2006—2009 годах здание театра было полностью реконструировано с сохранением фасада, что сделало его одним из самых современных театров в стране.

## Детские театры
- 1932 — Самарский театр кукол (ул. Самарская, 95)
История самарского кукольного театра началась с 5 актёров. Из Ленинграда приехал кукольник Евгений Деммени, который начал обучать артистов работе с куклой-марионеткой. В 1934 году первым художественным руководителем театра стала Т. Г. Каракозова, которая ставила пьесы, ставшие в настоящее время классикой советского театра кукол. За всю историю в театре кукол поставлено более 300 спектаклей.
- 1973 — Муниципальный детский музыкальный театр «Задумка» (ул. Ново-Садовая)
Имеет вокальное и хореографическое отделения. В театре занимаются дети в возрасте от 5 до 17 лет. Коллектив является лауреатом многочисленных всероссийских и международных фестивалей и конкурсов. Инициатор и один из организаторов традиционного международного фестиваля детского творчества «Волжские узоры» в Самаре.
- 1995 — Самарский театр для детей и молодёжи «Витражи» (ул. Больничная, 1)
- 2013 — Самарский театр кукол «Лукоморье» (ул. Ленинская, 160)
История самарского театра кукол «Лукоморье» началась в 1999 году, театр участвовал в нескольких международных театральных фестивалях. В 2013 году театр стал муниципальным и получил собственное здание. Художественный руководитель театра — Митрофанов Лев Николаевич.[источник не указан 3861 день]

## Другое
- 1952 — Государственный Волжский русский народный хор имени Петра Милославова
- Уличный театр «Пластилиновый дождь» (ул. Льва Толстого, 82)
- Творческая мастерская Сергея Левина (ул. Фрунзе, 32)
- 2013 — Учебный Театр при СГИК (ул. Фрунзе, 138)